# Steve Durbano
Steve Durbano (né le 12 décembre 1951 à Toronto, dans la province de l'Ontario, au Canada - mort le 10 novembre 2002 à Yellowknife dans les Territoires du Nord-Ouest) est un joueur professionnel canadien de hockey sur glace qui évoluait au poste de défenseur.

## Biographie
Né à Toronto, Durbano joue en junior avec les Marlboros de Toronto de l'Association de hockey de l'Ontario. Il est repêché par les Rangers de New York au premier tour du repêchage de la LNH 1971. Il ne joue jamais pour les Rangers ayant été échangé aux Blues de Saint-Louis où il commence sa carrière professionnelle. Il joue 220 matchs dans la LNH pour les Blues, les Penguins de Pittsburgh, les Scouts de Kansas City et les Rockies du Colorado. Il joue également 45 matchs dans l'Association mondiale de hockey pour les Bulls de Birmingham. En 1983, peu après sa retraite, Durbano est impliqué dans un projet d'importation d'un demi-million de dollars de cocaïne au Canada et est condamné à sept ans de prison. Après sa libération, Durbano est à nouveau arrêté, pour vol à l'étalage.
Il meurt d'un cancer du foie en novembre 2002.

## Statistiques
| Saison     | Équipe                     | Ligue      |     | Saison régulière | Saison régulière | Saison régulière | Saison régulière | Saison régulière |   | Séries éliminatoires | Séries éliminatoires | Séries éliminatoires | Séries éliminatoires | Séries éliminatoires |
| Saison     | Équipe                     | Ligue      | PJ  | B                | A                | Pts              | Pun              | PJ               | B | A                    | Pts                  | Pun                  |                      |                      |
| 1967-1968  | Steel de York              | OHA-B      | 21  | 1                | 9                | 10               |                  |                  |   |                      |                      |                      |                      |                      |
| 1968-1969  | Marlboros de Toronto       | AHO        | 45  | 5                | 6                | 11               | 158              | 4                | 0 | 1                    | 1                    | 17                   |                      |                      |
| 1969-1970  | Marlboros de Toronto       | AHO        | 53  | 7                | 25               | 32               | 371              | 16               | 2 | 3                    | 5                    | 49                   |                      |                      |
| 1970-1971  | Marlboros de Toronto       | AHO        | 49  | 7                | 32               | 39               | 324              | 12               | 2 | 2                    | 4                    | 75                   |                      |                      |
| 1971-1972  | Knights d'Omaha            | LCH        | 70  | 7                | 34               | 41               | 402              |                  |   |                      |                      |                      |                      |                      |
| 1972-1973  | Blues de Saint-Louis       | LNH        | 49  | 3                | 18               | 21               | 231              | 5                | 0 | 2                    | 2                    | 8                    |                      |                      |
| 1973-1974  | Blues de Saint-Louis       | LNH        | 36  | 4                | 5                | 9                | 146              |                  |   |                      |                      |                      |                      |                      |
| 1973-1974  | Penguins de Pittsburgh     | LNH        | 33  | 4                | 14               | 18               | 138              |                  |   |                      |                      |                      |                      |                      |
| 1974-1975  | Penguins de Pittsburgh     | LNH        | 1   | 0                | 1                | 1                | 10               |                  |   |                      |                      |                      |                      |                      |
| 1975-1976  | Penguins de Pittsburgh     | LNH        | 32  | 0                | 8                | 8                | 161              |                  |   |                      |                      |                      |                      |                      |
| 1975-1976  | Scouts de Kansas City      | LNH        | 37  | 1                | 11               | 12               | 209              |                  |   |                      |                      |                      |                      |                      |
| 1976-1977  | Rockies du Colorado        | LNH        | 19  | 0                | 2                | 2                | 129              |                  |   |                      |                      |                      |                      |                      |
| 1976-1977  | Reds de Rhode Island       | LAH        | 9   | 1                | 2                | 3                | 55               |                  |   |                      |                      |                      |                      |                      |
| 1977-1978  | Bulls de Birmingham        | AMH        | 45  | 6                | 4                | 10               | 284              | 4                | 0 | 2                    | 2                    | 16                   |                      |                      |
| 1978-1979  | Blues de Saint-Louis       | LNH        | 13  | 1                | 1                | 2                | 103              |                  |   |                      |                      |                      |                      |                      |
| 1978-1979  | Golden Eagles de Salt Lake | LCH        | 10  | 1                | 4                | 5                | 41               |                  |   |                      |                      |                      |                      |                      |
| Totaux LNH | Totaux LNH                 | Totaux LNH | 220 | 13               | 60               | 73               | 1127             | 5                | 0 | 2                    | 2                    | 8                    |                      |                      |